# Буранівський сільський округ
Бура́нівський сільський округ (каз. Боран ауылдық округі, рос. Бурановский сельский округ) — адміністративна одиниця у складі Маркакольського району Східноказахстанської області Казахстану. Адміністративний центр — село Буран.
Населення — 1697 осіб (2021; 2901 у 2009, 4067 у 1999, 4889 у 1989).
Станом на 1989 рік існувала Буранівська сільська рада (села Ардинка, Буран, Жанааул, Казахстан, Приіртиш'є).

## Склад
До складу округу входять такі населені пункти:
| Населений пункт | Старі назви | Населення, осіб (1989) | Населення, осіб (1999) | Населення, осіб (2009) | Населення, осіб (2021) |
| --------------- | ----------- | ---------------------- | ---------------------- | ---------------------- | ---------------------- |
| Буран, село     | -           | 2976                   | 2406                   | 1506                   | 924                    |
| Жанааул, село   | -           | 553                    | 508                    | 442                    | 204                    |
| Жидели, село    | Ардинка     | 557                    | 401                    | 327                    | 122                    |
| Казахстан, село | -           | 395                    | 439                    | 379                    | 232                    |
| Ігілік, село    | Приіртиш'є  | 408                    | 313                    | 247                    | 215                    |